# Елховка (приток Белой)
Елховка — река в России, протекает в Октябрьском районе Костромской области. Устье реки находится в 8,4 км по правому берегу реки Белая. Длина реки составляет 14 км.
Исток реки расположен у деревни Рожинская в 18 км к северо-востоку от Боговарова. Река течёт на юг и юго-запад, в верхнем течении на реке деревни Рожинская и Князевская, нижнее течение проходит по ненаселённому лесу. Впадает в Белую восточнее деревни Блиновщина.

## Данные водного реестра
По данным государственного водного реестра России относится к Верхневолжскому бассейновому округу, водохозяйственный участок реки — Ветлуга от истока до города Ветлуга, речной подбассейн реки — Волга от впадения Оки до Куйбышевского водохранилища (без бассейна Суры). Речной бассейн реки — (Верхняя) Волга до Куйбышевского водохранилища (без бассейна Оки).
Код объекта в государственном водном реестре — 08010400112110000040854.